# James Melton
James Melton (ur. 2 stycznia 1904, zm. 21 kwietnia 1961) – amerykański piosenkarz.

## Wyróżnienia
Posiada dwie gwiazdy na Hollywoodzkiej Alei Gwiazd.